# Loup Noir
Loup Noir è una serie di fumetti pubblicata a storie intere sul periodico Pif Gadget dal n. 2/1969 al n.595/1980. Undici storie pubblicate in bianco e nero furono riprodotte a colori dal n.4/2004 al n.47/2008 del nuovo Pif Gadget. Le sceneggiature erano di Jean Ollivier e i disegni di Kline.
Black Wolf è un pellirossa solitario dallo spirito libero. Nato da madre Apache e padre Sioux, non appartiene a nessuna tribù in particolare. Percorrendo le grandi pianure del West americano sul suo cavallo Shinook, accompagnato dal lupo Topee, da un giovane Sioux di nome Petit-Nuage e talvolta dal trapper Shorty che incarnava il simbolo dei valori della tolleranza e della giustizia.
Attraverso le sue avventure, non prive di una certa nostalgia, venne trasmesso un messaggio umanista ed ecologista, teso alla difesa di una natura selvaggia e autentica.
Insieme alle avventure del cowboy Teddy Ted, questa serie è stata una delle due storie western della rivista Pif Gadget dal 1970 al 1975, presentando il "punto di vista" dei nativi americani.
Più di 160 storie di Loup Noir sono state pubblicate in Francia dal 1969 al 1980 delle Editions de Vaillant (tiratura: 350.000 copie) e sulla rivista tedesca nota per i gadget Yps. Dal 2008 l'editore Taupinambour sta tentando di pubblicare un'edizione completa. A maggio 2013 sono stati pubblicati otto volumi.

## Messaggio
Lupo Nero (Loup Noir) è considerato uno dei fumetti più famosi dell'autore francese Jean Ollivier. L'accento è posto sull'orientamento ecologico e umanistico della serie western.